# Livanjsko polje
Livanjsko polje je krška tektonska rasjedlina, okružena visokim, zimi vrlo surovim planinama, pruža se pravcem sjeverozapad-jugoistok s Buškim jezerom na jugoistoku i Ždralovcem na sjeverozapadu. Dio je Završja (Tropolja). Ždralovac je jedan uski prijevoj kojim Livanjsko polje, između zadnjih obronaka Dinare i Šatora, prelazi u Grahovsko polje.

Livanjsko polje je najveće vlažno stanište u Bosni i Hercegovini sa značajnom populacijom rijetkih ptica kao što su kosac (Crex crex), veliki ronac (Mergus merganser) i bukavac (Botaurus stellaris). Od 2008. godine Livanjsko polje je označeno kao vlažno stanište od međunarodnog značaja u okviru Ramsarske konvencije.
Polje nalazi se u jugozapadnom dijelu Bosne i Hercegovine i prostire se između krških planina Dinare i Kamešnice na jugu, Tušnice na istoku, Cincara i Golije na sjeveru, te Šatora i Staretine na zapadu. Polje ima površinu od 405 km², dinarski je izduženo 65 km (najduže među krškim poljima kod nas), prosječno široko 6 km (njegova najveća širina iznosi 12 km), te na prosječnoj visini od 720 metara iznad mora. Ispitivanja tla pokazuju da je Livanjsko polje tijekom neogena bilo pod vodom. Na samom se polju nalazi nekoliko zaostalih jezera, od kojih je Buško jezero najveća umjetna akumulacija u ovom dijelu kontinenta, a valja spomenuti i Brežinsko jezero na sjeverozapadu polja. Gradnjom akumulacije Buško blato tijekom šezdesetih godina došlo je do promjene klime na širem području Livna. Duge i hladne zimske mjesece pune snijega, s karakterističnim sjevernim vjetrom burom, zamijenile su pretežito kišovite zime, s nešto smanjenom količinom padalina i duga, topla ljeta. 
Kroz Livanjsko polje protiče nekoliko rijeka-ponornica, koje pripadaju Jadranskom slivu rijeka. Najznačajnije su: Sturba, Žabljak, Bistrica, Brina, Plovuča, Jaruga, Ričina, koje su bogate ribom i rakovima, kao i mnogi ponori, odnosna vrela, omiljeno izletište Livnjaka u ljetnim mjesecima. 
Najveće mjesto Livanjskog polja je Livno, po kojemu je polje i dobilo ime, grad i središte općine s oko 40.000 stanovnika. Livno je smješteno na sjeveroistočnom dijelu polja, pod brdom Bašajkovac. Najveća sela Livanjskog polja su: Guber, Grborezi, Podhum, Prolog, Golinjevo, Čuklić, Zabrišće, Bila, Čelebić, Lusnić, Strupnić, Kovačić, Vrbica, Bojmunte. U polju uspijevaju kontinentalne povrtne kulture poput krumpira i kupusa. Stočarstvom, posebno uzgojem krava i ovaca, te proizvodnjom mlijeka, odnosno livanjskog sira bavi se dobar dio žitelja Livanjskog polja. U livanjskom polju postoje naslage lignita. Livanjsko polje karakteriziraju i livanjski divlji konji.